# Gregory Stanton
Gregory H. Stanton (* 1947) ist ein US-amerikanischer Anthropologe und Professor für Vergleichende Völkermordforschung und Völkermord-Prävention an der George Mason University in Fairfax (Virginia) (Vereinigte Staaten).

## Familiäre Herkunft und Ausbildung
Stanton ist ein Nachfahre der zu den Suffragetten gehörigen Frauenrechtlerin Elizabeth Cady Stanton und des Abolitionisten Henry Brewster Stanton. Sein Vater Howard Stanton war  Pastor der Presbyterianer, der sich ab 1942 gegen die rassistische Segregation von Afroamerikanern und später gegen die Verfolgung Andersdenkender unter Joseph McCarthy engagierte. Seine Mutter Alison Stanton war Englischlehrerin.
Gregory Stanton erlebte als Oberschüler eine persönliche Bekehrung zum Christsein, das er als praktische Nachfolge Jesu versteht. Er arbeitete 1966 mit Freunden als Aktivist für Stimmrechte in Leake County, Mississippi, und erlebte einen Überfall des dortigen Ku Klux Klan auf ihren Aufenthaltsort. Nach dem College wurde er Freiwilliger im Peace Corps und studierte zunächst Theologie an der Harvard Divinity School mit dem Ziel eines Sozialdienstes, dann Kulturanthropologie an der University of Chicago. Dort erreichte er einen Doktorgrad (Ph.D.). Danach wollte er sich gegen Völkermord engagieren und schrieb sich dazu in die Yale Law School ein. Ab dem zweiten Studienjahr (1980) studierte er den Genozid in Kambodscha.

## Kambodscha
1980 bat der Church World Service (CWS) des National Council of Churches der USA Stanton, einen Verband von Gruppen (CWS, CARE International, Lutheran World Relief) zu leiten, die in Phnom Penh Direkthilfen für Genozidopfer leisten wollten. Er sollte die Hilfen koordinieren und ein langfristiges Rehabilitationsprogramm für Ernährung und Grundschulausbildung entwickeln.
Zur Vorbereitung auf seinen Dienst in Kambodscha las Stanton Zeugnisse von Menschen, die den Genozid der Roten Khmer durch rechtzeitige Flucht überlebt hatten, etwa in Murder of a Gentle Land von John Barron und Anthony Paul sowie Cambodia Year Zero von Francois Ponchaud. Da Kambodscha die Völkermordkonvention unterzeichnet hatte und die Roten Khmer formell das Land noch regierten, aber politisch nicht mehr kontrollierten, sah Stanton die Chance, die Verantwortlichen für diesen Völkermord anzuklagen und zur Rechenschaft zu ziehen. Er fand bei seinen Lehrern in Yale (Myres McDougall, Michael Reisman, Burke Marshall, Ben Kiernan) dafür Zustimmung. Ab Juni 1980 gewann er auch David Hawk, den früheren Leiter von Amnesty International in den USA, und über ihn weitere Menschenrechtsgruppen für den Plan.
Seitdem sammelten Stanton und Ben Kiernan in Kambodscha Beweise für die Verbrechen der Roten Khmer. Sie gehörten zu den ersten westlichen Zeugen, die frisch geöffnete Massengräber bei Choeung Ek besichtigten. Sie sammelten Aussagen von Überlebenden und fanden, dass praktisch jede kambodschanische Familie Angehörige in den Massenmorden verloren hatte, aber manche Minderheiten zur Ausrottung ausersehen waren. Sie bezeugten auch die Folgen US-amerikanischer Bombenabwürfe und Landminen der Roten Khmer für Kambodschas Bevölkerung.
Nach seiner Rückkehr in die USA 1981 und einer schweren Depression aufgrund seiner Eindrücke gründete Stanton das Cambodian Genocide Project, um die internationale Strafverfolgung der Roten Khmer für den Genozid in Kambodscha durchzusetzen. Er bat die International Commission of Jurists mit Hauptsitz in Genf, die Verbrechen zu dokumentieren und einen Staat als Ankläger vor dem Internationalen Menschenrechtsgerichtshof zu finden. Die Kommission zögerte, weil das US-Außenministerium die Anklage ablehnte und in Frage stellte, dass die Verbrechen der Roten Khmer als Völkermord zu definieren seien. Auf Betreiben Josef Stalins war ideologisch-politisch motivierter Massenmord 1948 aus der Genozid-Definition der UNO ausgeschlossen worden. Stanton hielt die aktuelle Definition dennoch für ausreichend, weil die Roten Khmer religiöse und ethnische Minderheiten (muslimische Cham, buddhistische Mönche, Christen und andere) ausgewählt hatten, um sie in Teilen auszurotten.
Im Frühjahr 1982 reiste er mit David Hawk erneut nach Phnom Penh und sammelten mit Erlaubnis der dortigen Behörden Beweise für den Genozid.
1986 fand Stanton heraus, dass die Roten Khmer die Bewohner der östlichen Grenzregion zu Vietnam 1977/78 bei deren Deportation in Arbeitslager zum Tragen eines blauweißen Kopftuchs gezwungen hatten. Das Tuch diente nach übereinstimmenden Aussagen aller befragten Zeugen als Merkmal, die Träger später zu ermorden. Das Kleidungsmerkmal war auf zentralen Befehl bei Pnom Penh verordnet worden und musste dann stets öffentlich sichtbar getragen werden. Es war daher für Stanton ein Äquivalent des Judensterns. Die Zeugenaussagen ließ er auf Tonband und Film dokumentieren, fand aber nicht genug Geldgeber für die Produktion des Dokumentarfilms.
Ab 1986 versuchte Stanton, Australiens Regierung als Ankläger des Falls zu gewinnen. Nach anfänglicher Sympathie lehnte die Regierung mit dem Vorwand ab, man wolle die Roten Khmer nicht durch die Anklage als Staatsregierung anerkennen. Stanton führte dies auf den Einfluss des US-Außenministeriums zurück, das eine Oppositionskoalition in Kambodscha mit Einschluss der Roten Khmer unterstützte. Er und David Hawk fanden keine Regierung, die den Fall anklagen wollte. Daraufhin versuchte er, mit einer Gruppe kambodschanischer Aktivisten den Kongress der Vereinigten Staaten für den Fall zu gewinnen. Ab 1990 leiteten Stanton, Ben Kiernan und Hawk eine Kampagne in den USA gegen die Rückkehr der Roten Khmer zur Macht (Campaign to Oppose the Return of the Khmer Rouge, CORKR). Sie erreichten ein Gesetz, das das US-Außenministerium 1994 zwang, den Genozid in Kambodscha zu untersuchen, ein internationales Tribunal zur Anklage der Täter zu unterstützen und dafür rund 900.000 US-Dollar bereitzustellen. Stanton leitete das Organisationskomitee für die Untersuchung und gründete ein Dokumentationszentrum in Phnom Penh mit. Er veröffentlichte den Artikel Options to Try Pol Pot, um dessen Festnahme durchzusetzen. Er erreichte bis 2001, dass die US-Regierung das internationale Tribunal unterstützte und den Sicherheitsrat der Vereinten Nationen dafür gewann.

## Völkermordprävention
Auf Einladung der befreundeten Sozialwissenschaftler und Juristen Leo und Hilda Kuper wurde Stanton Vizepräsident der Londoner Organisation International Alert Against Genocide, die sich jedoch weitgehend auf folgenlose Konferenzen beschränkte. Leo Kuper und Stanton versuchten daher ab 1989 vergeblich, Human Rights Watch zur Gründung einer Abteilung namens Genocide Watch zu veranlassen. 1998 gründete Stanton diese Initiative selbst mit dem Ziel, Früherkennung von Entwicklungen zu neuen Völkermorden, Frühwarnung und politische Aktion zu ihrer Verhinderung zu ermöglichen und eine internationale Kampagne zum Beenden von Völkermorden zu schaffen. 1999 gründete Stanton dazu auch die Alliance Against Genocide, der er vorsteht.

## Lehraufträge
Von 1985 bis 1991 war Stanton Rechtsprofessor an  der Washington and Lee University und der University of Swaziland sowie Professor für Justiz, Recht und Gesellschaft an der American University. 2001/02 war Stanton Dozent an der Woodrow Wilson International Center for Scholars. Von 2003 bis 2009 war er Professor für Menschenrechte an der University of Mary Washington in Fredericksburg (Virginia).
Von 2007 bis 2009 war er Präsident der International Association of Genocide Scholars. Heute ist er Professor für Völkermordstudien und Völkermordprävention an der George Mason University.

## Straftat
Im Januar 1998 wurde Stanton nach einem gewaltsamen Vorfall in einer Videothek polizeilich gesucht. Nachdem der Angestellte der Videothek eine Mahngebühr für verspätet zurückgegebene Videos verlangt hatte, kam es zu einem Streit. Stanton schlug auf den Angestellten mit einer Videokassette ein und flüchtete in sein Auto. Als der Angestellte ihm folgte, fuhr Stanton auf diesen zu und erfasste ihn mit dem Wagen, so dass der Angestellte in Folge durch das Schaufenster eines angrenzenden Restaurants geschleudert wurde. Der Angestellte erlitt Verletzungen, u. a. einen Knochenbruch. Stanton, zu diesem Zeitpunkt noch Angestellter des State Departments, flüchtete mit einem Diplomatenpass nach Amsterdam, um der Strafverfolgung zu entgehen, wurde aber eine Woche später bei der Rückkehr in die USA am Flughafen festgenommen. Er wurde daraufhin wegen Körperverletzung, Sachbeschädigung und Diebstahl angeklagt. Stanton's Verteidiger beriefen sich auf die mentale Labilität ihres Klienten. Das State Department beurlaubte und entließ Stanton schließlich aus dem Dienst.